# اکبر میرزایف
اکبر میرزایف (انگلیسی: Akbar Mirzoyev؛ زادهٔ ۱۵ فوریهٔ ۱۹۳۹) سیاست‌مدار اهل تاجیکستان است. او از ۹ ژانویه ۱۹۹۲ تا ۲۱ سپتامبر ۱۹۹۲ دومین نخست‌وزیر تاجیکستان بود.